# Папа Хигиније
Свети Хигиније (грч. Υγίνος, лат. Hyginus) је био римски папа од 136 до 140? године.
Био је пореклом Грк. Живео је у Атини. Био је високо образован, ерудита и мислилац, па се зато брзо уклопио у верску заједницу Рима која га је изабрала за свог епископа 136. године. Чим је ступио на дужност настојао је да уведе већи ред у организацији и хијерархији цркве у Риму. Неки историчари приписују му увођење кумства код крштења што се до данас сачувало у оквиру хришћанске цркве. 